# Římskokatolická farnost Chvalkovice
Římskokatolická farnost Chvalkovice je územním společenstvím římských katolíků v rámci náchodského vikariátu královéhradecké diecéze.

## O farnosti

### Historie
Původní kostel ve Chvalkovicích byl gotický a byl v letech 1690–1694 barokně přestavěn. Na původní gotický kostelík upomíná gotický klenební svorník z původní stavby, druhotně zasazený v 19. století do kostelní zdi. Svorník nese vročení 1304. Dalším dokladem starobylosti kostela je zazděný gotický hrotitý portál v jižní zdi lódi. Kostel je vybaven jednotným mobiliářem z doby kolem roku 1700, ve dvojici bočních oltářů jsou vsazeny novější obrazy J. V. Hellicha z 19. století. Obec se za druhé světové války dostala na samu hranici Protektorátu Čechy a Morava, což vedlo k tomu, že nový farní hřbitov se dostal již za protektorátní hranici a v letech 1939–1945 se proto dočasně opět pohřbívalo na starém hřbitově u kostela, kterýžto hřbitov se předtím nepoužíval již od roku 1899.
Farnost přestala být v závěru 20. století obsazována sídelním duchovním správcem. 

### Současnost
Chvalkovická farnost je ex currendo spravována z Hořiček.
| Fotografie | Kostel                     | Místo         | Bohoslužba             | Bohoslužba             | Poznámka        |
| ---------- | -------------------------- | ------------- | ---------------------- | ---------------------- | --------------- |
|            | Kaple Panny Marie          | Brzice        | neslouží se pravidelně | neslouží se pravidelně | hřbitovní kaple |
|            | Kostel sv. Jiljí           | Chvalkovice   | neděle                 | 10.00                  | farní kostel    |
|            | Kaple sv. Jana Nepomuckého | Chvalkovice   | neslouží se pravidelně | neslouží se pravidelně | kaple           |
|            | Kaple                      | Chvalkovice   | neslouží se pravidelně | neslouží se pravidelně | hřbitovní kaple |
|            | Kaple                      | Malá Bukovina | neslouží se pravidelně | neslouží se pravidelně | obecní kaple    |